# Hogna variolosa
Hogna variolosa är en spindelart som först beskrevs av Cândido Firmino de Mello-Leitão 1941.  
Hogna variolosa ingår i släktet Hogna och familjen vargspindlar. Inga underarter finns listade i Catalogue of Life.